# 145 v. Chr.
Portal Geschichte | Portal Biografien | Aktuelle Ereignisse | Jahreskalender | Tagesartikel

◄ |
3. Jahrhundert v. Chr. |
2. Jahrhundert v. Chr. |
1. Jahrhundert v. Chr. |
►

◄ | 160er v. Chr. | 150er v. Chr. | 140er v. Chr. | 130er v. Chr. |
120er v. Chr. |
►

◄◄ | ◄ | 148 v. Chr. | 147 v. Chr. | 146 v. Chr. | 145 v. Chr. |
144 v. Chr. |
143 v. Chr. |
142 v. Chr. |
► |
►►
Staatsoberhäupter

## Ereignisse

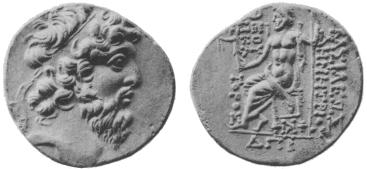
Münze Demetrios’ II.

- Ptolemaios VI. von Ägypten wechselt die Seiten und unterstützt Demetrios II. im Kampf um das Seleukidenreich. Dieser besiegt im Juni den Usurpator Alexander I. Balas, wobei sowohl Alexander als auch Ptolemaios ums Leben kommen. Demetrios wird Herrscher im Seleukidenreich.
- Kamnaskires II. Nikephoros wird König von Elymais.

## Geboren
- um 145 v. Chr.: Sima Qian, chinesischer Historiker und Schriftsteller († um 90 v. Chr.)

## Gestorben
- Alexander I. Balas, König des Seleukidenreiches
- Ptolemaios VI., König von Ägypten